# 몰릭
몰릭은 대한민국의 혼성 락 그룹이다. 2009년 싱글 [몰릭]으로 데뷔했다.

## 음반
- 몰릭 (2009)
- 두근 두근 (2010)